# Berlin-Marathon 1994
| 21. Berlin-Marathon    | 21. Berlin-Marathon             |
| ---------------------- | ------------------------------- |
| Stadt                  | Berlin, Deutschland             |
| Datum                  | 25. September 1994              |
| Distanz                | 42,195 Kilometer                |
| Sieger                 |                                 |
| Männer                 | António Pinto (2:08:31 h)       |
| Frauen                 | Katrin Dörre-Heinig (2:25:15 h) |
| ← Berlin-Marathon 1993 | Berlin-Marathon 1995 →          |
| Website                | Offizielle Website              |

Der Berlin-Marathon 1994 war die 21. Ausgabe der jährlich stattfindenden Laufveranstaltung in Berlin, Deutschland. Der Marathon fand am 25. September 1994 statt.
Bei den Männern gewann António Pinto in 2:08:31 h, bei den Frauen Katrin Dörre-Heinig in 2:25:15 h.

## Ergebnisse

### Männer
| Platz | Athlet              | Land        | Zeit (h) |
| ----- | ------------------- | ----------- | -------- |
| 01    | António Pinto       | Portugal    | 2:08:31  |
| 02    | Sam Nyangincha      | Kenia       | 2:08:50  |
| 03    | Antonio Serrano     | Spanien     | 2:09:13  |
| 04    | Lameck Aguta        | Kenia       | 2:10:41  |
| 05    | Bert van Vlaanderen | Niederlande | 2:10:49  |
| 06    | Jackson Kipngok     | Kenia       | 2:12:12  |
| 07    | Gilbert Rutto       | Kenia       | 2:12:36  |
| 08    | Juvenal Ribeiro     | Portugal    | 2:12:52  |
| 09    | Samson Maritim      | Kenia       | 2:12:59  |
| 10    | Miroslaw Plawgo     | Polen       | 2:13:05  |

### Frauen
| Platz | Athletin             | Land        | Zeit (h) |
| ----- | -------------------- | ----------- | -------- |
| 01    | Katrin Dörre-Heinig  | Deutschland | 2:25:15  |
| 02    | Rocío Ríos           | Spanien     | 2:29:00  |
| 03    | Małgorzata Sobańska  | Polen       | 2:30:00  |
| 04    | Kirsi Mattila        | Finnland    | 2:31:23  |
| 05    | Sonja Krolik         | Deutschland | 2:31:35  |
| 06    | Aurica Buia          | Rumänien    | 2:33:16  |
| 07    | Elżbieta Jarosz      | Polen       | 2:33:28  |
| 08    | Olga Loginova        | Russland    | 2:33:58  |
| 09    | Krystyna Chmarzyńska | Polen       | 2:35:24  |
| 10    | Cristina Costea      | Rumänien    | 2:35:45  |